# Boks na OI 2012.
Boks na OI 2012. u Londonu održavao se od 28. srpnja do 12. kolovoza. Natjecanja su se održavala u ExCeL Exhibition Centru u Londonu. 

## Osvajači odličja

### Muškarci
| Kategorija | Zlato            | Srebro                | Bronca                                          |
| Papir      | Zou Shiming      | Kaeo Pongprayoon      | Paddy Barnes David Ayrapetyan                   |
| Muha       | Robeisy Ramirez  | Nyambayaryn Tögstsogt | Misha Aloyan Michael Conlan                     |
| Bantam     | Luke Campbell    | John Joe Nevin        | Lázaro Álvarez Satoshi Shimizu                  |
| Laka       | Vasyl Lomachenko | Han Soon-Chul         | Yasniel Toledo Evaldas Petrauskas               |
| Poluvelter | Roniel Iglesias  | Denys Berinchyk       | Vincenzo Mangiacapre Uranchimegiin Mönkh-Erdene |
| Velter     | Serik Sapiyev    | Fred Evans            | Taras Shelestyuk Andrey Zamkovoy                |
| Srednja    | Ryōta Murata     | Esquiva Falcão        | Anthony Ogogo Abbos Atoev                       |
| Poluteška  | Egor Mekhontsev  | Adilbek Niyazymbetov  | Yamaguchi Falcão Oleksandr Gvozdyk              |
| Teška      | Oleksandr Usik   | Clemente Russo        | Tervel Pulev Teymur Mammadov                    |
| Superteška | Anthony Joshua   | Roberto Cammarelle    | Magomedrasul Majidov Ivan Dychko                |

### Žene
| Kategorija | Zlato            | Srebro            | Bronca                          |
| Muha       | Nicola Adams     | Ren Cancan        | Marlen Esparza Mary Kom         |
| Laka       | Katie Taylor     | Sofya Ochigava    | Mavzuna Chorieva Adriana Araujo |
| Srednja    | Claressa Shields | Nadezda Torlopova | Marina Volnova Li Jinzi         |